# 마현권
마현권(1976년 6월 11일 ~ )은 대한민국의 가수, 보컬 트레이너다. 2006년 모이다 밴드 1집 앨범 [Moida]로 데뷔했다.

## 방송
- 싱어게인3 (2023) - Top77

## 공연
- 놀이터뮤직 레이블파티 '놀쑈' (2016)
- 마현권 New Single 스튜디오 음감회 (2016)